# Lista över fornlämningar i Båstads kommun (Grevie)
Lista över fornlämningar i Båstads kommun (Grevie) är en förteckning av ett urval av de fornlämningar som finns i Grevie i Båstads kommun.
| Namn                                  | Lämningstyp                 | Tillkomsttid | Historisk indelning | Plats | Läge                 | ID-nr          | Bild                                      |
| ------------------------------------- | --------------------------- | ------------ | ------------------- | ----- | -------------------- | -------------- | ----------------------------------------- |
| Grevie 1:1                            | Hög                         |              | Grevie, Skåne       |       | 56.401433, 12.855103 | 10105000010001 | Ladda upp en bild av detta fornminne      |
| Grevie 1:2                            | Hög                         |              | Grevie, Skåne       |       | 56.401458, 12.854755 | 10105000010002 | Ladda upp en bild av detta fornminne      |
| Grevie 4:1                            | Hög                         |              | Grevie, Skåne       |       | 56.403298, 12.860920 | 10105000040001 | Ladda upp en bild av detta fornminne      |
| Grevie 5:1                            | Hög                         |              | Grevie, Skåne       |       | 56.405154, 12.861433 | 10105000050001 | Ladda upp en bild av detta fornminne      |
| Grevie 5:2                            | Hög                         |              | Grevie, Skåne       |       | 56.404892, 12.861455 | 10105000050002 | Ladda upp en bild av detta fornminne      |
| Grevie 6:1                            | Hög                         |              | Grevie, Skåne       |       | 56.405833, 12.861659 | 10105000060001 | Ladda upp en bild av detta fornminne      |
| Grevie 7:1                            | Hög                         |              | Grevie, Skåne       |       | 56.409870, 12.861901 | 10105000070001 | Ladda upp en bild av detta fornminne      |
| Grevie 8:1                            | Hällristning                |              | Grevie, Skåne       |       | 56.409563, 12.855757 | 10105000080001 | Ladda upp en bild av detta fornminne      |
| Grevie 9:1                            | Gravfält                    |              | Grevie, Skåne       |       | 56.407228, 12.854489 | 10105000090001 | Ladda upp en bild av detta fornminne      |
| Kyrkohögen (Grevie 10:1)              | Hög                         |              | Grevie, Skåne       |       | 56.407189, 12.853132 | 10105000100001 | Ladda upp en bild av detta fornminne      |
| Grevie 11:1                           | Hög                         |              | Grevie, Skåne       |       | 56.407590, 12.852456 | 10105000110001 | Ladda upp en bild av detta fornminne      |
| Grevie 11:2                           | Stensättning                |              | Grevie, Skåne       |       | 56.407304, 12.852015 | 10105000110002 | Ladda upp en bild av detta fornminne      |
| Grevie 12:1                           | Röse                        |              | Grevie, Skåne       |       | 56.407027, 12.850325 | 10105000120001 | Ladda upp en bild av detta fornminne      |
| Grevie 13:1                           | Hög                         |              | Grevie, Skåne       |       | 56.406367, 12.849455 | 10105000130001 | Ladda upp en bild av detta fornminne      |
| Grevie 14:1                           | Hög                         |              | Grevie, Skåne       |       | 56.405448, 12.847235 | 10105000140001 | Ladda upp en till bild av detta fornminne |
| Grevie 15:1                           | Hög                         |              | Grevie, Skåne       |       | 56.406440, 12.843474 | 10105000150001 | Ladda upp en bild av detta fornminne      |
| Grevie 15:2                           | Hög                         |              | Grevie, Skåne       |       | 56.406530, 12.843730 | 10105000150002 | Ladda upp en bild av detta fornminne      |
| Grevie 15:3                           | Hög                         |              | Grevie, Skåne       |       | 56.406615, 12.843903 | 10105000150003 | Ladda upp en bild av detta fornminne      |
| Grevie 15:4                           | Stenkrets                   |              | Grevie, Skåne       |       | 56.406718, 12.844103 | 10105000150004 | Ladda upp en bild av detta fornminne      |
| Vitehög (Grevie 18:1)                 | Stensättning                |              | Grevie, Skåne       |       | 56.402521, 12.828899 | 10105000180001 | Ladda upp en bild av detta fornminne      |
| Grevie 19:1                           | Hög                         |              | Grevie, Skåne       |       | 56.398019, 12.809531 | 10105000190001 | Ladda upp en bild av detta fornminne      |
| Grevie 20:1                           | Hög                         |              | Grevie, Skåne       |       | 56.396864, 12.807680 | 10105000200001 | Ladda upp en bild av detta fornminne      |
| Grevie 21:1                           | Hög                         |              | Grevie, Skåne       |       | 56.395856, 12.805327 | 10105000210001 | Ladda upp en bild av detta fornminne      |
| Grevie 22:1                           | Hög                         |              | Grevie, Skåne       |       | 56.395102, 12.805052 | 10105000220001 | Ladda upp en bild av detta fornminne      |
| Grevie 23:1                           | Hög                         |              | Grevie, Skåne       |       | 56.394504, 12.804710 | 10105000230001 | Ladda upp en bild av detta fornminne      |
| Grevie 25:1                           | Gravfält                    |              | Grevie, Skåne       |       | 56.393404, 12.806889 | 10105000250001 | Ladda upp en bild av detta fornminne      |
| 5) Rörhög (Grevie 27:1)               | Hög                         |              | Grevie, Skåne       |       | 56.394593, 12.809390 | 10105000270001 | Ladda upp en bild av detta fornminne      |
| 5) Rörhög (Grevie 27:2)               | Hög                         |              | Grevie, Skåne       |       | 56.394995, 12.809686 | 10105000270002 | Ladda upp en bild av detta fornminne      |
| 5) Rörhög (Grevie 27:3)               | Hög                         |              | Grevie, Skåne       |       | 56.395140, 12.809682 | 10105000270003 | Ladda upp en bild av detta fornminne      |
| 5) Rörhög (Grevie 27:4)               | Hög                         |              | Grevie, Skåne       |       | 56.395268, 12.809835 | 10105000270004 | Ladda upp en bild av detta fornminne      |
| 5) Rörhög (Grevie 27:5)               | Hög                         |              | Grevie, Skåne       |       | 56.395387, 12.809781 | 10105000270005 | Ladda upp en bild av detta fornminne      |
| Nr 1: Lilla Nöttehög (Grevie 28:1)    | Hög                         |              | Grevie, Skåne       |       | 56.392837, 12.812747 | 10105000280001 | Ladda upp en bild av detta fornminne      |
| Nr 1: Lilla Nöttehög (Grevie 28:2)    | Hög                         |              | Grevie, Skåne       |       | 56.392736, 12.812463 | 10105000280002 | Ladda upp en bild av detta fornminne      |
| Lillehög (Grevie 29:1)                | Hög                         |              | Grevie, Skåne       |       | 56.392372, 12.811102 | 10105000290001 | Ladda upp en bild av detta fornminne      |
| Grevie 30:1                           | Hög                         |              | Grevie, Skåne       |       | 56.392047, 12.809722 | 10105000300001 | Ladda upp en bild av detta fornminne      |
| Grevie 32:1                           | Hög                         |              | Grevie, Skåne       |       | 56.387702, 12.796225 | 10105000320001 | Ladda upp en bild av detta fornminne      |
| Grevie 33:1                           | Stensättning                |              | Grevie, Skåne       |       | 56.385197, 12.802547 | 10105000330001 | Ladda upp en bild av detta fornminne      |
| Grevie 35:1                           | Hög                         |              | Grevie, Skåne       |       | 56.373772, 12.831211 | 10105000350001 | Ladda upp en bild av detta fornminne      |
| Grevie 36:1                           | Hög                         |              | Grevie, Skåne       |       | 56.374046, 12.809712 | 10105000360001 | Ladda upp en bild av detta fornminne      |
| Nr 1: Skramlehögen (Grevie 38:1)      | Hög                         |              | Grevie, Skåne       |       | 56.382799, 12.811491 | 10105000380001 | Ladda upp en bild av detta fornminne      |
| Nr 1: Skramlehögen (Grevie 38:2)      | Hög                         |              | Grevie, Skåne       |       | 56.382378, 12.811434 | 10105000380002 | Ladda upp en bild av detta fornminne      |
| Grevie 39:1                           | Hög                         |              | Grevie, Skåne       |       | 56.383260, 12.814318 | 10105000390001 | Ladda upp en bild av detta fornminne      |
| Grevie 40:1                           | Hög                         |              | Grevie, Skåne       |       | 56.385310, 12.812011 | 10105000400001 | Ladda upp en bild av detta fornminne      |
| Grevie 41:1                           | Hög                         |              | Grevie, Skåne       |       | 56.384488, 12.812203 | 10105000410001 | Ladda upp en bild av detta fornminne      |
| Grevie 41:2                           | Grav markerad av sten/block |              | Grevie, Skåne       |       | 56.384478, 12.812664 | 10105000410002 | Ladda upp en bild av detta fornminne      |
| Grevie 42:1                           | Hög                         |              | Grevie, Skåne       |       | 56.382111, 12.813338 | 10105000420001 | Ladda upp en bild av detta fornminne      |
| Grevie 43:1                           | Hög                         |              | Grevie, Skåne       |       | 56.377078, 12.810935 | 10105000430001 | Ladda upp en bild av detta fornminne      |
| Grevie 44:1                           | Gravfält                    |              | Grevie, Skåne       |       | 56.378307, 12.805048 | 10105000440001 | Ladda upp en bild av detta fornminne      |
| Grevie 45:1                           | Hög                         |              | Grevie, Skåne       |       | 56.379758, 12.799196 | 10105000450001 | Ladda upp en bild av detta fornminne      |
| Grevie 46:1                           | Hög                         |              | Grevie, Skåne       |       | 56.380563, 12.799989 | 10105000460001 | Ladda upp en bild av detta fornminne      |
| Nr 1: Stålhögen (Grevie 48:1)         | Hög                         |              | Grevie, Skåne       |       | 56.383674, 12.791684 | 10105000480001 | Ladda upp en bild av detta fornminne      |
| Nr 1: Stålhögen (Grevie 48:2)         | Hög                         |              | Grevie, Skåne       |       | 56.383565, 12.791401 | 10105000480002 | Ladda upp en bild av detta fornminne      |
| Hishultshögen (Grevie 49:1)           | Hög                         |              | Grevie, Skåne       |       | 56.383435, 12.795942 | 10105000490001 | Ladda upp en bild av detta fornminne      |
| Vipehögarna (Grevie 50:1)             | Hög                         |              | Grevie, Skåne       |       | 56.383601, 12.798680 | 10105000500001 | Ladda upp en bild av detta fornminne      |
| Grevie 51:1                           | Hög                         |              | Grevie, Skåne       |       | 56.381184, 12.802914 | 10105000510001 | Ladda upp en bild av detta fornminne      |
| Långabjärshögen (Grevie 53:1)         | Stensättning                |              | Grevie, Skåne       |       | 56.405089, 12.800242 | 10105000530001 | Ladda upp en bild av detta fornminne      |
| Grevie 54:1                           | Gravfält                    |              | Grevie, Skåne       |       | 56.405435, 12.798820 | 10105000540001 | Ladda upp en bild av detta fornminne      |
| Grevie 55:1                           | Hällristning                |              | Grevie, Skåne       |       | 56.404244, 12.797806 | 10105000550001 | Ladda upp en bild av detta fornminne      |
| Nr 1: Märkeshög (Grevie 56:1)         | Hög                         |              | Grevie, Skåne       |       | 56.407487, 12.794735 | 10105000560001 | Ladda upp en bild av detta fornminne      |
| Mullhögen (Grevie 57:1)               | Hög                         |              | Grevie, Skåne       |       | 56.404986, 12.788474 | 10105000570001 | Ladda upp en bild av detta fornminne      |
| Tvillinghögarna (Grevie 58:1)         | Hög                         |              | Grevie, Skåne       |       | 56.405510, 12.782962 | 10105000580001 | Ladda upp en bild av detta fornminne      |
| Tvillinghögarna (Grevie 58:2)         | Hög                         |              | Grevie, Skåne       |       | 56.405338, 12.782717 | 10105000580002 | Ladda upp en bild av detta fornminne      |
| Torborgshög (Grevie 59:1)             | Hög                         |              | Grevie, Skåne       |       | 56.400651, 12.784878 | 10105000590001 | Ladda upp en bild av detta fornminne      |
| Grevie 60:1                           | Hög                         |              | Grevie, Skåne       |       | 56.398896, 12.780250 | 10105000600001 | Ladda upp en bild av detta fornminne      |
| Grevie 61:1                           | Röse                        |              | Grevie, Skåne       |       | 56.398556, 12.778569 | 10105000610001 | Ladda upp en bild av detta fornminne      |
| Grevie 62:1                           | Röse                        |              | Grevie, Skåne       |       | 56.399559, 12.778388 | 10105000620001 | Ladda upp en bild av detta fornminne      |
| Grevie 62:2                           | Hög                         |              | Grevie, Skåne       |       | 56.399359, 12.778295 | 10105000620002 | Ladda upp en bild av detta fornminne      |
| Grevie 63:1                           | Hög                         |              | Grevie, Skåne       |       | 56.400537, 12.778229 | 10105000630001 | Ladda upp en bild av detta fornminne      |
| Grevie 64:1                           | Hög                         |              | Grevie, Skåne       |       | 56.400496, 12.780406 | 10105000640001 | Ladda upp en bild av detta fornminne      |
| Grevie 64:2                           | Stensättning                |              | Grevie, Skåne       |       | 56.400388, 12.779632 | 10105000640002 | Ladda upp en bild av detta fornminne      |
| Kyrkerör (Grevie 65:1)                | Röse                        |              | Grevie, Skåne       |       | 56.401107, 12.777671 | 10105000650001 | Ladda upp en bild av detta fornminne      |
| Salomonhögarna (Grevie 66:1)          | Hög                         |              | Grevie, Skåne       |       | 56.402418, 12.777562 | 10105000660001 | Ladda upp en bild av detta fornminne      |
| Salomonhögarna (Grevie 66:2)          | Hög                         |              | Grevie, Skåne       |       | 56.402212, 12.777439 | 10105000660002 | Ladda upp en bild av detta fornminne      |
| Salomonhögarna (Grevie 66:3)          | Hög                         |              | Grevie, Skåne       |       | 56.401735, 12.776982 | 10105000660003 | Ladda upp en bild av detta fornminne      |
| Grevie 67:1                           | Hög                         |              | Grevie, Skåne       |       | 56.402553, 12.774007 | 10105000670001 | Ladda upp en bild av detta fornminne      |
| Fuleshög (Grevie 68:1)                | Hög                         |              | Grevie, Skåne       |       | 56.401483, 12.771739 | 10105000680001 | Ladda upp en bild av detta fornminne      |
| Grevie 69:1                           | Hög                         |              | Grevie, Skåne       |       | 56.399892, 12.773499 | 10105000690001 | Ladda upp en bild av detta fornminne      |
| Grevie 70:1                           | Hög                         |              | Grevie, Skåne       |       | 56.401095, 12.776286 | 10105000700001 | Ladda upp en bild av detta fornminne      |
| Grevie 71:1                           | Hög                         |              | Grevie, Skåne       |       | 56.406292, 12.764162 | 10105000710001 | Ladda upp en bild av detta fornminne      |
| Grevie 71:2                           | Hög                         |              | Grevie, Skåne       |       | 56.406350, 12.764453 | 10105000710002 | Ladda upp en bild av detta fornminne      |
| Grevie 72:1                           | Hög                         |              | Grevie, Skåne       |       | 56.406991, 12.762326 | 10105000720001 | Ladda upp en bild av detta fornminne      |
| Grevie 72:2                           | Hög                         |              | Grevie, Skåne       |       | 56.406816, 12.762127 | 10105000720002 | Ladda upp en bild av detta fornminne      |
| Grevie 73:1                           | Hög                         |              | Grevie, Skåne       |       | 56.406493, 12.761384 | 10105000730001 | Ladda upp en bild av detta fornminne      |
| Grevie 73:2                           | Hög                         |              | Grevie, Skåne       |       | 56.406317, 12.761551 | 10105000730002 | Ladda upp en bild av detta fornminne      |
| Grevie 74:1                           | Grav markerad av sten/block |              | Grevie, Skåne       |       | 56.401600, 12.763775 | 10105000740001 | Ladda upp en bild av detta fornminne      |
| Grevie 75:1                           | Hög                         |              | Grevie, Skåne       |       | 56.394037, 12.762651 | 10105000750001 | Ladda upp en bild av detta fornminne      |
| Grevie 77:1                           | Hög                         |              | Grevie, Skåne       |       | 56.389567, 12.762832 | 10105000770001 | Ladda upp en bild av detta fornminne      |
| Grevie 79:1                           | Hög                         |              | Grevie, Skåne       |       | 56.387924, 12.755002 | 10105000790001 | Ladda upp en bild av detta fornminne      |
| Grevie 79:2                           | Hög                         |              | Grevie, Skåne       |       | 56.387968, 12.754724 | 10105000790002 | Ladda upp en bild av detta fornminne      |
| Grevie 80:1                           | Hög                         |              | Grevie, Skåne       |       | 56.387612, 12.752542 | 10105000800001 | Ladda upp en bild av detta fornminne      |
| Fuleshög (Grevie 81:1)                | Hög                         |              | Grevie, Skåne       |       | 56.386883, 12.751386 | 10105000810001 | Ladda upp en bild av detta fornminne      |
| Fuleshög (Grevie 81:2)                | Hög                         |              | Grevie, Skåne       |       | 56.386665, 12.751371 | 10105000810002 | Ladda upp en bild av detta fornminne      |
| Troligen nr 1: Råhög (Grevie 82:1)    | Hög                         |              | Grevie, Skåne       |       | 56.385294, 12.721099 | 10105000820001 | Ladda upp en bild av detta fornminne      |
| Troligen nr 1: Råhög (Grevie 82:2)    | Hög                         |              | Grevie, Skåne       |       | 56.385209, 12.720769 | 10105000820002 | Ladda upp en bild av detta fornminne      |
| Troligen nr 1: Råhög (Grevie 82:3)    | Stensättning                |              | Grevie, Skåne       |       | 56.385461, 12.721181 | 10105000820003 | Ladda upp en bild av detta fornminne      |
| Grevie 83:1                           | Grav markerad av sten/block |              | Grevie, Skåne       |       | 56.363652, 12.738618 | 10105000830001 | Ladda upp en bild av detta fornminne      |
| Grevie 85:1                           | Hög                         |              | Grevie, Skåne       |       | 56.383106, 12.750612 | 10105000850001 | Ladda upp en bild av detta fornminne      |
| Grevie 87:1                           | Gravfält                    |              | Grevie, Skåne       |       | 56.386760, 12.753177 | 10105000870001 | Ladda upp en bild av detta fornminne      |
| Grevie 88:1                           | Stensättning                |              | Grevie, Skåne       |       | 56.386572, 12.762279 | 10105000880001 | Ladda upp en bild av detta fornminne      |
| Grevie 89:1                           | Hög                         |              | Grevie, Skåne       |       | 56.385124, 12.764017 | 10105000890001 | Ladda upp en bild av detta fornminne      |
| Grevie 90:1                           | Hög                         |              | Grevie, Skåne       |       | 56.383988, 12.764081 | 10105000900001 | Ladda upp en bild av detta fornminne      |
| Grevie 90:2                           | Hög                         |              | Grevie, Skåne       |       | 56.384306, 12.763421 | 10105000900002 | Ladda upp en bild av detta fornminne      |
| Grevie 91:1                           | Gravfält                    |              | Grevie, Skåne       |       | 56.383474, 12.763331 | 10105000910001 | Ladda upp en bild av detta fornminne      |
| Grevie 92:1                           | Grav markerad av sten/block |              | Grevie, Skåne       |       | 56.386755, 12.763821 | 10105000920001 | Ladda upp en bild av detta fornminne      |
| Grevie 93:1                           | Hög                         |              | Grevie, Skåne       |       | 56.382212, 12.780027 | 10105000930001 | Ladda upp en bild av detta fornminne      |
| Grevie 94:1                           | Hög                         |              | Grevie, Skåne       |       | 56.383170, 12.781493 | 10105000940001 | Ladda upp en bild av detta fornminne      |
| Grevie 95:1                           | Stensättning                |              | Grevie, Skåne       |       | 56.382687, 12.780968 | 10105000950001 | Ladda upp en bild av detta fornminne      |
| Grevie 96:1                           | Hög                         |              | Grevie, Skåne       |       | 56.381837, 12.779587 | 10105000960001 | Ladda upp en bild av detta fornminne      |
| Grevie 97:1                           | Hög                         |              | Grevie, Skåne       |       | 56.379309, 12.770212 | 10105000970001 | Ladda upp en bild av detta fornminne      |
| Grevie 97:2                           | Hög                         |              | Grevie, Skåne       |       | 56.379284, 12.770590 | 10105000970002 | Ladda upp en bild av detta fornminne      |
| Grevie 97:3                           | Hög                         |              | Grevie, Skåne       |       | 56.379082, 12.770635 | 10105000970003 | Ladda upp en bild av detta fornminne      |
| Annehögen (Grevie 98:1)               | Hög                         |              | Grevie, Skåne       |       | 56.376220, 12.787574 | 10105000980001 | Ladda upp en bild av detta fornminne      |
| Grevie 99:1                           | Hög                         |              | Grevie, Skåne       |       | 56.381237, 12.790347 | 10105000990001 | Ladda upp en bild av detta fornminne      |
| Grimmeshög (Grevie 100:1)             | Hög                         |              | Grevie, Skåne       |       | 56.374310, 12.786015 | 10105001000001 | Ladda upp en bild av detta fornminne      |
| Grevie 101:1                          | Hög                         |              | Grevie, Skåne       |       | 56.369594, 12.770753 | 10105001010001 | Ladda upp en bild av detta fornminne      |
| Havsten (Grevie 102:1)                | Grav markerad av sten/block |              | Grevie, Skåne       |       | 56.369409, 12.773160 | 10105001020001 | Ladda upp en bild av detta fornminne      |
| Grevie 103:1                          | Hög                         |              | Grevie, Skåne       |       | 56.370305, 12.772850 | 10105001030001 | Ladda upp en bild av detta fornminne      |
| Ormeshögen (Grevie 105:1)             | Hög                         |              | Grevie, Skåne       |       | 56.370613, 12.786893 | 10105001050001 | Ladda upp en bild av detta fornminne      |
| Grevie 106:1                          | Hög                         |              | Grevie, Skåne       |       | 56.369294, 12.783790 | 10105001060001 | Ladda upp en bild av detta fornminne      |
| Grevie 106:2                          | Hög                         |              | Grevie, Skåne       |       | 56.369060, 12.784094 | 10105001060002 | Ladda upp en bild av detta fornminne      |
| Storehög (Grevie 107:1)               | Hög                         |              | Grevie, Skåne       |       | 56.367485, 12.783425 | 10105001070001 | Ladda upp en bild av detta fornminne      |
| Äspehög (Grevie 108:1)                | Hög                         |              | Grevie, Skåne       |       | 56.367317, 12.785725 | 10105001080001 | Ladda upp en bild av detta fornminne      |
| Äspehög (Grevie 108:2)                | Hög                         |              | Grevie, Skåne       |       | 56.367235, 12.785142 | 10105001080002 | Ladda upp en bild av detta fornminne      |
| Äspehög (Grevie 108:3)                | Hög                         |              | Grevie, Skåne       |       | 56.367366, 12.786022 | 10105001080003 | Ladda upp en bild av detta fornminne      |
| Tinghögen (Grevie 109:1)              | Hög                         |              | Grevie, Skåne       |       | 56.368525, 12.788898 | 10105001090001 | Ladda upp en bild av detta fornminne      |
| Haraldshögen (Grevie 110:1)           | Hög                         |              | Grevie, Skåne       |       | 56.367924, 12.790316 | 10105001100001 | Ladda upp en bild av detta fornminne      |
| Grevie 111:1                          | Hög                         |              | Grevie, Skåne       |       | 56.364835, 12.776877 | 10105001110001 | Ladda upp en bild av detta fornminne      |
| Brommekilshögen (Grevie 115:1)        | Hög                         |              | Grevie, Skåne       |       | 56.400287, 12.773610 | 10105001150001 | Ladda upp en bild av detta fornminne      |
| Grevie 118:1                          | Hög                         |              | Grevie, Skåne       |       | 56.385803, 12.777793 | 10105001180001 | Ladda upp en bild av detta fornminne      |
| Grevie 118:3                          | Stensättning                |              | Grevie, Skåne       |       | 56.385487, 12.777337 | 10105001180003 | Ladda upp en bild av detta fornminne      |
| Grevie 119:1                          | Hög                         |              | Grevie, Skåne       |       | 56.405401, 12.798005 | 10105001190001 | Ladda upp en bild av detta fornminne      |
| Grevie 119:2                          | Stensättning                |              | Grevie, Skåne       |       | 56.405368, 12.797563 | 10105001190002 | Ladda upp en bild av detta fornminne      |
| Grevie 121:1                          | Hög                         |              | Grevie, Skåne       |       | 56.403434, 12.785032 | 10105001210001 | Ladda upp en bild av detta fornminne      |
| Grevie 122:1                          | Hög                         |              | Grevie, Skåne       |       | 56.402460, 12.782935 | 10105001220001 | Ladda upp en bild av detta fornminne      |
| Grevie 123:1                          | Hög                         |              | Grevie, Skåne       |       | 56.402064, 12.823409 | 10105001230001 | Ladda upp en bild av detta fornminne      |
| Grevie 124:1                          | Röse                        |              | Grevie, Skåne       |       | 56.399592, 12.829682 | 10105001240001 | Ladda upp en bild av detta fornminne      |
| Grevie 127:1                          | Hög                         |              | Grevie, Skåne       |       | 56.382202, 12.810412 | 10105001270001 | Ladda upp en bild av detta fornminne      |
| Grevie 129:1                          | Hällristning                |              | Grevie, Skåne       |       | 56.398952, 12.809452 | 10105001290001 | Ladda upp en bild av detta fornminne      |
| Grevie 131:1                          | Hög                         |              | Grevie, Skåne       |       | 56.393461, 12.805884 | 10105001310001 | Ladda upp en bild av detta fornminne      |
| Grevie 131:2                          | Stensättning                |              | Grevie, Skåne       |       | 56.393448, 12.806063 | 10105001310002 | Ladda upp en bild av detta fornminne      |
| Grevie 131:3                          | Stensättning                |              | Grevie, Skåne       |       | 56.393542, 12.806108 | 10105001310003 | Ladda upp en bild av detta fornminne      |
| Grevie 131:4                          | Stensättning                |              | Grevie, Skåne       |       | 56.393629, 12.806203 | 10105001310004 | Ladda upp en bild av detta fornminne      |
| Grevie 132:2                          | Hög                         |              | Grevie, Skåne       |       | 56.391713, 12.803025 | 10105001320002 | Ladda upp en bild av detta fornminne      |
| Grevie 133:1                          | Hög                         |              | Grevie, Skåne       |       | 56.395232, 12.763341 | 10105001330001 | Ladda upp en bild av detta fornminne      |
| Norra Äskehög (Grevie 134:1)          | Hög                         |              | Grevie, Skåne       |       | 56.407082, 12.766543 | 10105001340001 | Ladda upp en bild av detta fornminne      |
| Grevie 135:1                          | Hög                         |              | Grevie, Skåne       |       | 56.392170, 12.766480 | 10105001350001 | Ladda upp en bild av detta fornminne      |
| Grevie 136:1                          | Hög                         |              | Grevie, Skåne       |       | 56.387913, 12.756470 | 10105001360001 | Ladda upp en bild av detta fornminne      |
| Grevie 136:4                          | Hällristning                |              | Grevie, Skåne       |       | 56.388134, 12.756627 | 10105001360004 | Ladda upp en bild av detta fornminne      |
| Grevie 137:1                          | Gravfält                    |              | Grevie, Skåne       |       | 56.381524, 12.752670 | 10105001370001 | Ladda upp en bild av detta fornminne      |
| Grevie 138:1                          | Stensättning                |              | Grevie, Skåne       |       | 56.382296, 12.751471 | 10105001380001 | Ladda upp en bild av detta fornminne      |
| Grevie 139:1                          | Stensättning                |              | Grevie, Skåne       |       | 56.381275, 12.749880 | 10105001390001 | Ladda upp en bild av detta fornminne      |
| Grevie 140:1                          | Hög                         |              | Grevie, Skåne       |       | 56.387122, 12.758364 | 10105001400001 | Ladda upp en bild av detta fornminne      |
| Grevie 142:1                          | Hög                         |              | Grevie, Skåne       |       | 56.373022, 12.801823 | 10105001420001 | Ladda upp en bild av detta fornminne      |
| Grevie 143:1                          | Hög                         |              | Grevie, Skåne       |       | 56.373295, 12.803013 | 10105001430001 | Ladda upp en bild av detta fornminne      |
| Grevie 146:1                          | Hällristning                |              | Grevie, Skåne       |       | 56.380249, 12.799061 | 10105001460001 | Ladda upp en bild av detta fornminne      |
| Listenshög (Grevie 147:1)             | Hög                         |              | Grevie, Skåne       |       | 56.376482, 12.709432 | 10105001470001 | Ladda upp en bild av detta fornminne      |
| Grevie 148:1                          | Stensättning                |              | Grevie, Skåne       |       | 56.376125, 12.708440 | 10105001480001 | Ladda upp en bild av detta fornminne      |
| Grevie 149:1                          | Hög                         |              | Grevie, Skåne       |       | 56.374050, 12.702509 | 10105001490001 | Ladda upp en bild av detta fornminne      |
| Grevie 150:1                          | Hög                         |              | Grevie, Skåne       |       | 56.372865, 12.702497 | 10105001500001 | Ladda upp en bild av detta fornminne      |
| Vita rör ("Hvita rör") (Grevie 151:1) | Röse                        |              | Grevie, Skåne       |       | 56.367698, 12.706047 | 10105001510001 | Ladda upp en bild av detta fornminne      |
| Vita rör ("Hvita rör") (Grevie 151:2) | Röse                        |              | Grevie, Skåne       |       | 56.367874, 12.705814 | 10105001510002 | Ladda upp en bild av detta fornminne      |
| Grevie 152:1                          | Röse                        |              | Grevie, Skåne       |       | 56.368619, 12.705370 | 10105001520001 | Ladda upp en bild av detta fornminne      |
| Grevie 152:2                          | Stensättning                |              | Grevie, Skåne       |       | 56.368502, 12.705421 | 10105001520002 | Ladda upp en bild av detta fornminne      |
| Grevie 153:1                          | Hög                         |              | Grevie, Skåne       |       | 56.375332, 12.706345 | 10105001530001 | Ladda upp en bild av detta fornminne      |
| Grevie 154:1                          | Hög                         |              | Grevie, Skåne       |       | 56.388198, 12.796461 | 10105001540001 | Ladda upp en bild av detta fornminne      |
| Grevie 154:2                          | Stensättning                |              | Grevie, Skåne       |       | 56.388069, 12.796411 | 10105001540002 | Ladda upp en bild av detta fornminne      |
| Grevie 154:3                          | Hög                         |              | Grevie, Skåne       |       | 56.387967, 12.796360 | 10105001540003 | Ladda upp en bild av detta fornminne      |
| Grevie 154:4                          | Hög                         |              | Grevie, Skåne       |       | 56.388321, 12.796589 | 10105001540004 | Ladda upp en bild av detta fornminne      |
| Grevie 155:1                          | Hög                         |              | Grevie, Skåne       |       | 56.388113, 12.796030 | 10105001550001 | Ladda upp en bild av detta fornminne      |
| Grevie 156:1                          | Hällristning                |              | Grevie, Skåne       |       | 56.374391, 12.802852 | 10105001560001 | Ladda upp en bild av detta fornminne      |
| Grevie 157:1                          | Hällristning                |              | Grevie, Skåne       |       | 56.375980, 12.810335 | 10105001570001 | Ladda upp en bild av detta fornminne      |
| Grevie 158:1                          | Hög                         |              | Grevie, Skåne       |       | 56.366593, 12.775219 | 10105001580001 | Ladda upp en bild av detta fornminne      |
| Grevie 160:1                          | Hög                         |              | Grevie, Skåne       |       | 56.366293, 12.736771 | 10105001600001 | Ladda upp en bild av detta fornminne      |
| Grevie 161:1                          | Stensättning                |              | Grevie, Skåne       |       | 56.387477, 12.720260 | 10105001610001 | Ladda upp en bild av detta fornminne      |
| Grevie 161:2                          | Stensättning                |              | Grevie, Skåne       |       | 56.387554, 12.720652 | 10105001610002 | Ladda upp en bild av detta fornminne      |
| Grevie 161:3                          | Stensättning                |              | Grevie, Skåne       |       | 56.387660, 12.720996 | 10105001610003 | Ladda upp en bild av detta fornminne      |
| Grevie 161:4                          | Stensättning                |              | Grevie, Skåne       |       | 56.387640, 12.721254 | 10105001610004 | Ladda upp en bild av detta fornminne      |
| Grevie 162:1                          | Hällristning                |              | Grevie, Skåne       |       | 56.384656, 12.722001 | 10105001620001 | Ladda upp en bild av detta fornminne      |
| Grevie 163:1                          | Hällristning                |              | Grevie, Skåne       |       | 56.387014, 12.725267 | 10105001630001 | Ladda upp en bild av detta fornminne      |
| Grevie 163:2                          | Hällristning                |              | Grevie, Skåne       |       | 56.386950, 12.725373 | 10105001630002 | Ladda upp en bild av detta fornminne      |
| Grevie 164:1                          | Stensättning                |              | Grevie, Skåne       |       | 56.383244, 12.725866 | 10105001640001 | Ladda upp en bild av detta fornminne      |
| Grevie 165:1                          | Hällristning                |              | Grevie, Skåne       |       | 56.385239, 12.722549 | 10105001650001 | Ladda upp en bild av detta fornminne      |
| Grevie 165:2                          | Hällristning                |              | Grevie, Skåne       |       | 56.385179, 12.722331 | 10105001650002 | Ladda upp en bild av detta fornminne      |
| Grevie 165:3                          | Hällristning                |              | Grevie, Skåne       |       | 56.385027, 12.722341 | 10105001650003 | Ladda upp en bild av detta fornminne      |
| Grevie 165:4                          | Hällristning                |              | Grevie, Skåne       |       | 56.384966, 12.722136 | 10105001650004 | Ladda upp en bild av detta fornminne      |
| Grevie 165:5                          | Hällristning                |              | Grevie, Skåne       |       | 56.385164, 12.722209 | 10105001650005 | Ladda upp en bild av detta fornminne      |
| Grevie 166:1                          | Hällristning                |              | Grevie, Skåne       |       | 56.385459, 12.722951 | 10105001660001 | Ladda upp en bild av detta fornminne      |
| Grevie 167:1                          | Hög                         |              | Grevie, Skåne       |       | 56.385299, 12.722041 | 10105001670001 | Ladda upp en bild av detta fornminne      |
| Grevie 168:1                          | Hällristning                |              | Grevie, Skåne       |       | 56.386311, 12.721905 | 10105001680001 | Ladda upp en bild av detta fornminne      |
| Grevie 168:2                          | Stensättning                |              | Grevie, Skåne       |       | 56.386285, 12.721758 | 10105001680002 | Ladda upp en bild av detta fornminne      |
| Grevie 169:1                          | Hällristning                |              | Grevie, Skåne       |       | 56.384558, 12.723880 | 10105001690001 | Ladda upp en bild av detta fornminne      |
| Grevie 169:2                          | Hällristning                |              | Grevie, Skåne       |       | 56.384646, 12.724008 | 10105001690002 | Ladda upp en bild av detta fornminne      |
| Grevie 169:3                          | Hällristning                |              | Grevie, Skåne       |       | 56.384541, 12.724053 | 10105001690003 | Ladda upp en bild av detta fornminne      |
| Grevie 169:4                          | Hällristning                |              | Grevie, Skåne       |       | 56.384492, 12.724142 | 10105001690004 | Ladda upp en bild av detta fornminne      |
| Grevie 169:5                          | Hällristning                |              | Grevie, Skåne       |       | 56.384494, 12.724218 | 10105001690005 | Ladda upp en bild av detta fornminne      |
| Grevie 170:1                          | Hällristning                |              | Grevie, Skåne       |       | 56.382258, 12.717265 | 10105001700001 | Ladda upp en bild av detta fornminne      |
| Grevie 171:1                          | Hällristning                |              | Grevie, Skåne       |       | 56.383609, 12.718962 | 10105001710001 | Ladda upp en bild av detta fornminne      |
| Grevie 171:2                          | Hällristning                |              | Grevie, Skåne       |       | 56.383605, 12.719110 | 10105001710002 | Ladda upp en bild av detta fornminne      |
| Grevie 171:3                          | Hällristning                |              | Grevie, Skåne       |       | 56.383540, 12.718479 | 10105001710003 | Ladda upp en bild av detta fornminne      |
| Grevie 171:4                          | Hällristning                |              | Grevie, Skåne       |       | 56.383540, 12.718479 | 10105001710004 | Ladda upp en bild av detta fornminne      |
| Grevie 171:5                          | Hällristning                |              | Grevie, Skåne       |       | 56.383566, 12.718506 | 10105001710005 | Ladda upp en bild av detta fornminne      |
| Grevie 172:1                          | Hällristning                |              | Grevie, Skåne       |       | 56.383505, 12.717714 | 10105001720001 | Ladda upp en bild av detta fornminne      |
| Grevie 172:2                          | Hällristning                |              | Grevie, Skåne       |       | 56.383472, 12.717606 | 10105001720002 | Ladda upp en bild av detta fornminne      |
| Grevie 172:3                          | Hällristning                |              | Grevie, Skåne       |       | 56.383466, 12.717441 | 10105001720003 | Ladda upp en bild av detta fornminne      |
| Grevie 172:4                          | Hällristning                |              | Grevie, Skåne       |       | 56.383424, 12.717179 | 10105001720004 | Ladda upp en bild av detta fornminne      |
| Grevie 173:1                          | Hällristning                |              | Grevie, Skåne       |       | 56.384132, 12.718468 | 10105001730001 | Ladda upp en bild av detta fornminne      |
| Grevie 174:1                          | Hällristning                |              | Grevie, Skåne       |       | 56.382289, 12.715358 | 10105001740001 | Ladda upp en bild av detta fornminne      |
| Grevie 175:1                          | Hällristning                |              | Grevie, Skåne       |       | 56.383358, 12.716163 | 10105001750001 | Ladda upp en bild av detta fornminne      |
| Grevie 175:2                          | Hällristning                |              | Grevie, Skåne       |       | 56.383627, 12.715930 | 10105001750002 | Ladda upp en bild av detta fornminne      |
| Grevie 175:3                          | Hällristning                |              | Grevie, Skåne       |       | 56.383232, 12.715978 | 10105001750003 | Ladda upp en bild av detta fornminne      |
| Grevie 176:1                          | Hällristning                |              | Grevie, Skåne       |       | 56.382993, 12.714830 | 10105001760001 | Ladda upp en bild av detta fornminne      |
| Grevie 176:2                          | Hällristning                |              | Grevie, Skåne       |       | 56.383138, 12.714891 | 10105001760002 | Ladda upp en bild av detta fornminne      |
| Grevie 176:3                          | Hällristning                |              | Grevie, Skåne       |       | 56.383083, 12.714972 | 10105001760003 | Ladda upp en bild av detta fornminne      |
| Grevie 176:4                          | Hällristning                |              | Grevie, Skåne       |       | 56.383131, 12.715354 | 10105001760004 | Ladda upp en bild av detta fornminne      |
| Grevie 177:1                          | Hällristning                |              | Grevie, Skåne       |       | 56.382789, 12.714039 | 10105001770001 | Ladda upp en bild av detta fornminne      |
| Grevie 178:1                          | Hällristning                |              | Grevie, Skåne       |       | 56.383582, 12.715385 | 10105001780001 | Ladda upp en bild av detta fornminne      |
| Grevie 179:1                          | Hällristning                |              | Grevie, Skåne       |       | 56.384772, 12.715883 | 10105001790001 | Ladda upp en bild av detta fornminne      |
| Grevie 179:3                          | Hällristning                |              | Grevie, Skåne       |       | 56.385116, 12.715482 | 10105001790003 | Ladda upp en bild av detta fornminne      |
| Grevie 188:1                          | Hällristning                |              | Grevie, Skåne       |       | 56.383035, 12.722309 | 10105001880001 | Ladda upp en bild av detta fornminne      |
| Grevie 189:1                          | Hällristning                |              | Grevie, Skåne       |       | 56.384281, 12.723795 | 10105001890001 | Ladda upp en bild av detta fornminne      |
| Grevie 190:1                          | Hällristning                |              | Grevie, Skåne       |       | 56.383736, 12.720301 | 10105001900001 | Ladda upp en bild av detta fornminne      |
| Grevie 207:1                          | Hällristning                |              | Grevie, Skåne       |       | 56.377267, 12.710839 | 10105002070001 | Ladda upp en bild av detta fornminne      |
| Grevie 207:2                          | Hällristning                |              | Grevie, Skåne       |       | 56.377312, 12.710985 | 10105002070002 | Ladda upp en bild av detta fornminne      |
| Grevie 209:1                          | Hällristning                |              | Grevie, Skåne       |       | 56.382264, 12.713993 | 10105002090001 | Ladda upp en bild av detta fornminne      |
| Grevie 210:1                          | Hällristning                |              | Grevie, Skåne       |       | 56.381370, 12.712690 | 10105002100001 | Ladda upp en bild av detta fornminne      |
| Grevie 210:2                          | Hällristning                |              | Grevie, Skåne       |       | 56.381346, 12.712520 | 10105002100002 | Ladda upp en bild av detta fornminne      |
| Grevie 210:3                          | Hällristning                |              | Grevie, Skåne       |       | 56.381415, 12.712658 | 10105002100003 | Ladda upp en bild av detta fornminne      |
| Grevie 214:1                          | Hällristning                |              | Grevie, Skåne       |       | 56.384469, 12.719996 | 10105002140001 | Ladda upp en bild av detta fornminne      |
| Grevie 219:1                          | Stensättning                |              | Grevie, Skåne       |       | 56.375856, 12.706663 | 10105002190001 | Ladda upp en bild av detta fornminne      |
| Grevie 221:1                          | Hällristning                |              | Grevie, Skåne       |       | 56.405546, 12.867774 | 10105002210001 | Ladda upp en bild av detta fornminne      |
| Grevie 230:1                          | Hällristning                |              | Grevie, Skåne       |       | 56.398778, 12.814454 | 10105002300001 | Ladda upp en bild av detta fornminne      |
| Brunnshögen (Grevie 231:1)            | Hällristning                |              | Grevie, Skåne       |       | 56.363274, 12.773166 | 10105002310001 | Ladda upp en bild av detta fornminne      |
| Grevie 232:1                          | Hällristning                |              | Grevie, Skåne       |       | 56.399785, 12.825692 | 10105002320001 | Ladda upp en bild av detta fornminne      |
| Grevie 239:1                          | Hällristning                |              | Grevie, Skåne       |       | 56.407663, 12.783981 | 10105002390001 | Ladda upp en bild av detta fornminne      |
| Grevie 239:2                          | Hällristning                |              | Grevie, Skåne       |       | 56.407753, 12.784329 | 10105002390002 | Ladda upp en bild av detta fornminne      |
| Grevie 240:1                          | Hällristning                |              | Grevie, Skåne       |       | 56.405944, 12.784271 | 10105002400001 | Ladda upp en bild av detta fornminne      |
| Grevie 242:1                          | Hällristning                |              | Grevie, Skåne       |       | 56.404752, 12.799441 | 10105002420001 | Ladda upp en bild av detta fornminne      |
| Grevie 244:1                          | Hög                         |              | Grevie, Skåne       |       | 56.401810, 12.770190 | 10105002440001 | Ladda upp en bild av detta fornminne      |
| Södra Äskeshög (Grevie 245:1)         | Hög                         |              | Grevie, Skåne       |       | 56.400878, 12.768150 | 10105002450001 | Ladda upp en bild av detta fornminne      |
| Grevie 249:1                          | Hög                         |              | Grevie, Skåne       |       | 56.398243, 12.768269 | 10105002490001 | Ladda upp en bild av detta fornminne      |
| Grevie 252:1                          | Hällristning                |              | Grevie, Skåne       |       | 56.390931, 12.766369 | 10105002520001 | Ladda upp en bild av detta fornminne      |
| Grevie 255:1                          | Hällristning                |              | Grevie, Skåne       |       | 56.389702, 12.749245 | 10105002550001 | Ladda upp en bild av detta fornminne      |
| Grevie 259:1                          | Hög                         |              | Grevie, Skåne       |       | 56.391187, 12.746659 | 10105002590001 | Ladda upp en bild av detta fornminne      |
| Grevie 278:1                          | Hällristning                |              | Grevie, Skåne       |       | 56.363781, 12.770930 | 10105002780001 | Ladda upp en bild av detta fornminne      |
| Grevie 279:1                          | Hällristning                |              | Grevie, Skåne       |       | 56.361843, 12.772412 | 10105002790001 | Ladda upp en bild av detta fornminne      |
| Grevie 279:2                          | Hällristning                |              | Grevie, Skåne       |       | 56.361559, 12.772645 | 10105002790002 | Ladda upp en bild av detta fornminne      |
| Grevie 280:1                          | Hällristning                |              | Grevie, Skåne       |       | 56.361903, 12.771069 | 10105002800001 | Ladda upp en bild av detta fornminne      |
| Grevie 287:1                          | Hällristning                |              | Grevie, Skåne       |       | 56.362408, 12.775975 | 10105002870001 | Ladda upp en bild av detta fornminne      |
| Grevie 289:1                          | Hällristning                |              | Grevie, Skåne       |       | 56.364793, 12.777976 | 10105002890001 | Ladda upp en bild av detta fornminne      |
| Aspeshögen (Grevie 290:1)             | Hög                         |              | Grevie, Skåne       |       | 56.368701, 12.787724 | 10105002900001 | Ladda upp en bild av detta fornminne      |
| Ärtakull (Grevie 293:1)               | Hög                         |              | Grevie, Skåne       |       | 56.367320, 12.801976 | 10105002930001 | Ladda upp en bild av detta fornminne      |
| Grevie 296:1                          | Hög                         |              | Grevie, Skåne       |       | 56.383047, 12.764765 | 10105002960001 | Ladda upp en bild av detta fornminne      |
| Grevie 304:1                          | Hög                         |              | Grevie, Skåne       |       | 56.374217, 12.802999 | 10105003040001 | Ladda upp en bild av detta fornminne      |
| Kyrkhultshögen (Grevie 305:1)         | Hög                         |              | Grevie, Skåne       |       | 56.374308, 12.800772 | 10105003050001 | Ladda upp en bild av detta fornminne      |
| Grevie 306:1                          | Hällristning                |              | Grevie, Skåne       |       | 56.374901, 12.799371 | 10105003060001 | Ladda upp en bild av detta fornminne      |
| Grevie 308:1                          | Hög                         |              | Grevie, Skåne       |       | 56.380440, 12.788770 | 10105003080001 | Ladda upp en bild av detta fornminne      |
| Grevie 309:1                          | Hög                         |              | Grevie, Skåne       |       | 56.385889, 12.789954 | 10105003090001 | Ladda upp en bild av detta fornminne      |
| Grevie 310:1                          | Hög                         |              | Grevie, Skåne       |       | 56.386090, 12.787881 | 10105003100001 | Ladda upp en bild av detta fornminne      |
| Grevie 310:2                          | Hög                         |              | Grevie, Skåne       |       | 56.386047, 12.787320 | 10105003100002 | Ladda upp en bild av detta fornminne      |
| Grevie 311:1                          | Hög                         |              | Grevie, Skåne       |       | 56.385517, 12.786551 | 10105003110001 | Ladda upp en bild av detta fornminne      |
| Ugglahögen (Grevie 315:1)             | Hög                         |              | Grevie, Skåne       |       | 56.374005, 12.720540 | 10105003150001 | Ladda upp en bild av detta fornminne      |
| Grävlingahögarna (Grevie 317:1)       | Hög                         |              | Grevie, Skåne       |       | 56.367138, 12.787595 | 10105003170001 | Ladda upp en bild av detta fornminne      |
| Grevie 319:1                          | Hög                         |              | Grevie, Skåne       |       | 56.364277, 12.736852 | 10105003190001 | Ladda upp en bild av detta fornminne      |
| Grevie 322:1                          | Hög                         |              | Grevie, Skåne       |       | 56.381348, 12.779217 | 10105003220001 | Ladda upp en bild av detta fornminne      |
| Grevie 322:2                          | Hög                         |              | Grevie, Skåne       |       | 56.381466, 12.779211 | 10105003220002 | Ladda upp en bild av detta fornminne      |
| Grevie 323:1                          | Hög                         |              | Grevie, Skåne       |       | 56.388017, 12.789388 | 10105003230001 | Ladda upp en bild av detta fornminne      |
| Grevie 324:1                          | Hög                         |              | Grevie, Skåne       |       | 56.387662, 12.790079 | 10105003240001 | Ladda upp en bild av detta fornminne      |
| Grevie 324:2                          | Hög                         |              | Grevie, Skåne       |       | 56.387622, 12.790542 | 10105003240002 | Ladda upp en bild av detta fornminne      |
| Grevie 326:1                          | Stensättning                |              | Grevie, Skåne       |       | 56.386390, 12.764478 | 10105003260001 | Ladda upp en bild av detta fornminne      |
| Grevie 328:1                          | Stensättning                |              | Grevie, Skåne       |       | 56.386605, 12.762798 | 10105003280001 | Ladda upp en bild av detta fornminne      |
| Grevie 329:1                          | Hög                         |              | Grevie, Skåne       |       | 56.386587, 12.749928 | 10105003290001 | Ladda upp en bild av detta fornminne      |
| Grevie 331:1                          | Hög                         |              | Grevie, Skåne       |       | 56.369092, 12.791807 | 10105003310001 | Ladda upp en bild av detta fornminne      |
| Grevie 333:1                          | Hög                         |              | Grevie, Skåne       |       | 56.383617, 12.774510 | 10105003330001 | Ladda upp en bild av detta fornminne      |
| Grevie 342:1                          | Hällristning                |              | Grevie, Skåne       |       | 56.381650, 12.795467 | 10105003420001 | Ladda upp en bild av detta fornminne      |
| Grevie 343:1                          | Hällristning                |              | Grevie, Skåne       |       | 56.381107, 12.791864 | 10105003430001 | Ladda upp en bild av detta fornminne      |
| Grevie 349:1                          | Stensättning                |              | Grevie, Skåne       |       | 56.402332, 12.819897 | 10105003490001 | Ladda upp en bild av detta fornminne      |
| Grevie 350:1                          | Hög                         |              | Grevie, Skåne       |       | 56.403068, 12.772362 | 10105003500001 | Ladda upp en bild av detta fornminne      |
| Grevie 351:1                          | Hög                         |              | Grevie, Skåne       |       | 56.365175, 12.739414 | 10105003510001 | Ladda upp en bild av detta fornminne      |
| Fågelhögen (Grevie 352:1)             | Hög                         |              | Grevie, Skåne       |       | 56.362925, 12.742769 | 10105003520001 | Ladda upp en bild av detta fornminne      |
| Stenkistebacken (Grevie 353:1)        | Stenkammargrav              |              | Grevie, Skåne       |       | 56.370428, 12.741804 | 10105003530001 | Ladda upp en bild av detta fornminne      |
| Stockabråne högar (Grevie 354:1)      | Gravfält                    |              | Grevie, Skåne       |       | 56.368180, 12.733856 | 10105003540001 | Ladda upp en bild av detta fornminne      |
| Grevie 360:1                          | Gravfält                    |              | Grevie, Skåne       |       | 56.384587, 12.749852 | 10105003600001 | Ladda upp en bild av detta fornminne      |
| Grevie 375                            | Hög                         |              | Grevie, Skåne       |       | 56.406845, 12.788319 | 12000000009250 | Ladda upp en bild av detta fornminne      |
| Grevie 397                            | Hällristning                |              | Grevie, Skåne       |       | 56.383914, 12.720203 | 12000000079306 | Ladda upp en bild av detta fornminne      |
| Grevie 398                            | Hällristning                |              | Grevie, Skåne       |       | 56.385186, 12.725030 | 12000000079308 | Ladda upp en bild av detta fornminne      |
| Grevie 399                            | Hällristning                |              | Grevie, Skåne       |       | 56.384832, 12.718570 | 12000000079312 | Ladda upp en bild av detta fornminne      |
| Grevie 400                            | Hällristning                |              | Grevie, Skåne       |       | 56.383594, 12.723239 | 12000000079314 | Ladda upp en bild av detta fornminne      |
| Grevie 401                            | Hällristning                |              | Grevie, Skåne       |       | 56.386675, 12.724806 | 12000000079316 | Ladda upp en bild av detta fornminne      |
| Grevie 402                            | Hällristning                |              | Grevie, Skåne       |       | 56.387593, 12.722261 | 12000000079318 | Ladda upp en bild av detta fornminne      |
| Grevie 403                            | Hällristning                |              | Grevie, Skåne       |       | 56.384464, 12.720138 | 12000000079320 | Ladda upp en bild av detta fornminne      |
| Grevie 404                            | Hällristning                |              | Grevie, Skåne       |       | 56.383386, 12.722959 | 12000000079324 | Ladda upp en bild av detta fornminne      |
| Grevie 405                            | Hällristning                |              | Grevie, Skåne       |       | 56.386968, 12.725440 | 12000000079326 | Ladda upp en bild av detta fornminne      |
| Grevie 406                            | Hällristning                |              | Grevie, Skåne       |       | 56.384595, 12.720204 | 12000000079328 | Ladda upp en bild av detta fornminne      |
| Grevie 407                            | Hällristning                |              | Grevie, Skåne       |       | 56.382605, 12.722237 | 12000000079330 | Ladda upp en bild av detta fornminne      |
| Grevie 408                            | Hällristning                |              | Grevie, Skåne       |       | 56.384939, 12.722000 | 12000000079332 | Ladda upp en bild av detta fornminne      |
| Grevie 409                            | Hällristning                |              | Grevie, Skåne       |       | 56.384230, 12.719663 | 12000000079334 | Ladda upp en bild av detta fornminne      |
| Grevie 410                            | Hällristning                |              | Grevie, Skåne       |       | 56.385529, 12.722515 | 12000000079336 | Ladda upp en bild av detta fornminne      |
| Grevie 411                            | Hällristning                |              | Grevie, Skåne       |       | 56.383415, 12.722743 | 12000000079338 | Ladda upp en bild av detta fornminne      |
| Grevie 412                            | Hällristning                |              | Grevie, Skåne       |       | 56.386312, 12.724448 | 12000000079340 | Ladda upp en bild av detta fornminne      |
| Grevie 413                            | Hällristning                |              | Grevie, Skåne       |       | 56.383960, 12.723431 | 12000000079342 | Ladda upp en bild av detta fornminne      |
| Grevie 414                            | Hällristning                |              | Grevie, Skåne       |       | 56.384483, 12.719799 | 12000000079344 | Ladda upp en bild av detta fornminne      |
| Grevie 415                            | Hällristning                |              | Grevie, Skåne       |       | 56.386322, 12.722322 | 12000000079346 | Ladda upp en bild av detta fornminne      |
| Grevie 416                            | Hällristning                |              | Grevie, Skåne       |       | 56.383985, 12.723326 | 12000000079348 | Ladda upp en bild av detta fornminne      |
| Grevie 417                            | Hällristning                |              | Grevie, Skåne       |       | 56.384267, 12.719705 | 12000000079350 | Ladda upp en bild av detta fornminne      |
| Grevie 418                            | Hällristning                |              | Grevie, Skåne       |       | 56.384680, 12.724455 | 12000000079352 | Ladda upp en bild av detta fornminne      |
| Grevie 419                            | Hällristning                |              | Grevie, Skåne       |       | 56.384270, 12.719623 | 12000000079354 | Ladda upp en bild av detta fornminne      |
| Grevie 420                            | Hällristning                |              | Grevie, Skåne       |       | 56.384403, 12.724120 | 12000000079356 | Ladda upp en bild av detta fornminne      |
| Grevie 421                            | Hällristning                |              | Grevie, Skåne       |       | 56.384778, 12.718920 | 12000000079358 | Ladda upp en bild av detta fornminne      |
| Grevie 422                            | Hällristning                |              | Grevie, Skåne       |       | 56.384440, 12.724184 | 12000000079360 | Ladda upp en bild av detta fornminne      |
| Grevie 423                            | Hällristning                |              | Grevie, Skåne       |       | 56.382111, 12.712266 | 12000000079376 | Ladda upp en bild av detta fornminne      |
| Grevie 424                            | Hällristning                |              | Grevie, Skåne       |       | 56.382262, 12.713991 | 12000000079378 | Ladda upp en bild av detta fornminne      |
| Grevie 425                            | Hällristning                |              | Grevie, Skåne       |       | 56.381955, 12.715189 | 12000000079380 | Ladda upp en bild av detta fornminne      |
| Grevie 426                            | Hällristning                |              | Grevie, Skåne       |       | 56.382137, 12.712422 | 12000000079382 | Ladda upp en bild av detta fornminne      |
| Grevie 427                            | Hällristning                |              | Grevie, Skåne       |       | 56.382714, 12.717679 | 12000000079384 | Ladda upp en bild av detta fornminne      |
| Grevie 428                            | Hällristning                |              | Grevie, Skåne       |       | 56.382619, 12.717471 | 12000000079386 | Ladda upp en bild av detta fornminne      |
| Grevie 429                            | Hällristning                |              | Grevie, Skåne       |       | 56.382455, 12.717575 | 12000000079388 | Ladda upp en bild av detta fornminne      |
| Grevie 430                            | Hällristning                |              | Grevie, Skåne       |       | 56.382202, 12.717255 | 12000000079390 | Ladda upp en bild av detta fornminne      |
| Grevie 431                            | Hällristning                |              | Grevie, Skåne       |       | 56.382043, 12.715808 | 12000000079392 | Ladda upp en bild av detta fornminne      |
| Grevie 432                            | Hällristning                |              | Grevie, Skåne       |       | 56.382841, 12.713703 | 12000000079394 | Ladda upp en bild av detta fornminne      |
| Grevie 433                            | Hällristning                |              | Grevie, Skåne       |       | 56.382088, 12.715739 | 12000000079396 | Ladda upp en bild av detta fornminne      |
| Grevie 434                            | Hällristning                |              | Grevie, Skåne       |       | 56.382626, 12.713574 | 12000000079398 | Ladda upp en bild av detta fornminne      |
| Grevie 435                            | Hällristning                |              | Grevie, Skåne       |       | 56.382638, 12.712948 | 12000000079400 | Ladda upp en bild av detta fornminne      |
| Grevie 436                            | Hällristning                |              | Grevie, Skåne       |       | 56.383592, 12.719043 | 12000000079630 | Ladda upp en bild av detta fornminne      |
| Grevie 437                            | Hällristning                |              | Grevie, Skåne       |       | 56.383502, 12.717631 | 12000000079632 | Ladda upp en bild av detta fornminne      |
| Grevie 438                            | Hällristning                |              | Grevie, Skåne       |       | 56.383290, 12.715405 | 12000000079634 | Ladda upp en bild av detta fornminne      |
| Grevie 439                            | Hällristning                |              | Grevie, Skåne       |       | 56.383280, 12.715656 | 12000000079636 | Ladda upp en bild av detta fornminne      |
| Grevie 440                            | Hällristning                |              | Grevie, Skåne       |       | 56.383349, 12.715987 | 12000000079638 | Ladda upp en bild av detta fornminne      |
| Grevie 441                            | Hällristning                |              | Grevie, Skåne       |       | 56.383402, 12.715990 | 12000000079640 | Ladda upp en bild av detta fornminne      |
| Grevie 442                            | Hällristning                |              | Grevie, Skåne       |       | 56.383337, 12.716660 | 12000000079642 | Ladda upp en bild av detta fornminne      |
| Grevie 443                            | Hällristning                |              | Grevie, Skåne       |       | 56.383195, 12.715930 | 12000000079644 | Ladda upp en bild av detta fornminne      |
| Grevie 444                            | Hällristning                |              | Grevie, Skåne       |       | 56.382965, 12.714984 | 12000000079676 | Ladda upp en bild av detta fornminne      |
| Grevie 445                            | Hällristning                |              | Grevie, Skåne       |       | 56.384755, 12.716754 | 12000000079678 | Ladda upp en bild av detta fornminne      |
| Grevie 446                            | Hällristning                |              | Grevie, Skåne       |       | 56.385073, 12.715028 | 12000000079680 | Ladda upp en bild av detta fornminne      |
| Grevie 447                            | Hällristning                |              | Grevie, Skåne       |       | 56.385113, 12.715096 | 12000000079682 | Ladda upp en bild av detta fornminne      |
| Grevie 448                            | Hällristning                |              | Grevie, Skåne       |       | 56.385401, 12.717613 | 12000000079684 | Ladda upp en bild av detta fornminne      |
| Grevie 449                            | Hällristning                |              | Grevie, Skåne       |       | 56.384897, 12.718157 | 12000000079686 | Ladda upp en bild av detta fornminne      |
| Grevie 450                            | Hällristning                |              | Grevie, Skåne       |       | 56.384883, 12.717877 | 12000000079688 | Ladda upp en bild av detta fornminne      |
| Grevie 451                            | Hällristning                |              | Grevie, Skåne       |       | 56.383188, 12.715053 | 12000000079690 | Ladda upp en bild av detta fornminne      |
| Grevie 452                            | Hällristning                |              | Grevie, Skåne       |       | 56.385050, 12.717785 | 12000000079692 | Ladda upp en bild av detta fornminne      |
| Grevie 453                            | Hällristning                |              | Grevie, Skåne       |       | 56.385404, 12.717697 | 12000000079694 | Ladda upp en bild av detta fornminne      |
| Grevie 454                            | Hällristning                |              | Grevie, Skåne       |       | 56.398885, 12.809343 | 12000000081876 | Ladda upp en bild av detta fornminne      |
| Grevie 455                            | Hällristning                |              | Grevie, Skåne       |       | 56.368118, 12.759751 | 12000000083890 | Ladda upp en bild av detta fornminne      |
| Grevie 456                            | Hällristning                |              | Grevie, Skåne       |       | 56.368565, 12.759551 | 12000000083892 | Ladda upp en bild av detta fornminne      |
| Grevie 457                            | Hällristning                |              | Grevie, Skåne       |       | 56.368575, 12.759721 | 12000000083894 | Ladda upp en bild av detta fornminne      |
| Grevie 458                            | Hällristning                |              | Grevie, Skåne       |       | 56.369037, 12.758557 | 12000000083896 | Ladda upp en bild av detta fornminne      |
| Grevie 459                            | Hällristning                |              | Grevie, Skåne       |       | 56.369237, 12.758999 | 12000000083898 | Ladda upp en bild av detta fornminne      |
| Grevie 460                            | Hällristning                |              | Grevie, Skåne       |       | 56.366139, 12.759466 | 12000000083900 | Ladda upp en bild av detta fornminne      |
| Grevie 461                            | Hällristning                |              | Grevie, Skåne       |       | 56.378452, 12.793835 | 12000000083902 | Ladda upp en bild av detta fornminne      |
| Grevie 462                            | Hällristning                |              | Grevie, Skåne       |       | 56.367584, 12.758633 | 12000000083904 | Ladda upp en bild av detta fornminne      |
| Grevie 463                            | Hällristning                |              | Grevie, Skåne       |       | 56.375791, 12.708101 | 12000000083906 | Ladda upp en bild av detta fornminne      |
| Grevie 464                            | Hällristning                |              | Grevie, Skåne       |       | 56.367617, 12.760631 | 12000000083908 | Ladda upp en bild av detta fornminne      |
| Grevie 465                            | Hällristning                |              | Grevie, Skåne       |       | 56.366294, 12.759401 | 12000000083910 | Ladda upp en bild av detta fornminne      |
| Grevie 466                            | Hällristning                |              | Grevie, Skåne       |       | 56.378023, 12.712765 | 12000000083912 | Ladda upp en bild av detta fornminne      |
| Grevie 467                            | Hällristning                |              | Grevie, Skåne       |       | 56.367720, 12.760535 | 12000000083914 | Ladda upp en bild av detta fornminne      |
| Grevie 468                            | Hällristning                |              | Grevie, Skåne       |       | 56.408008, 12.784295 | 12000000083916 | Ladda upp en bild av detta fornminne      |